# Pines
Pines (oko. 230. pr. Kr. – 217 pr. Kr.) bio je sin Ilirskog kralja Agrona i njegove prve žene Triteute. Nakon Agronove smrti 230. godine pr. Kr. Pines je naslijedio prijestolje, ali je kraljevstvom kao regent vladala kraljica Teuta, Agronova druga žena.
Pines je bio tek malen dječak kada je izgubio oca, a maćeha Teuta preuzela de facto kontrolu u kraljevstvu. Lokalni vlastelini u kraljevstvu su od Teute tražili veću autonomiju i ona im je i dala bojeći se da ne izgubi svoj položaj. Njezin postupak je shvaćen kao znak slabosti pa su, izvan Teutinog utjecaja, neposlušnici napadali i pljačkali brodove koji su prolazili Jadranskim i Jonskim morem bez obzira na zastavu pod kojom su plovili. Ovo je naravno nanijelo veliku štetu odnosima Ilirije s drugim zemljama.
Posebno je Grčka bila ugrožena jer se njeno gospodarstvo oslanjalo na trgovinu morem. I rimski brodovi su bili pogođeni, no Teutina politika izolacionizma nije ostavljala mjesta za dogovor, čak je naredila da se pregovarači pogube. To je bio povod za Prvi rimsko-ilirski rat 229. pr. Kr. Teuta je u ratu bila poražena i prisiljena abdicirati u korist Pinesa.
Pines nije imao mnogo sreće na prijestolju. Vojskovođa s Hvara, Demetrije, oženio je Pinesovu majku Triteutu i sebe proglasio kraljem Ilirije. Dalje, Demetrije je ignorirao sporazum s Rimom i udružio se s Makedoncima, neprijateljima Rima. Tako je počeo Drugi rimsko-ilirski rat 219. pr. Kr. Rim je poslao vojsku na Iliriju, Demetrije pobjegao u Makedoniju, a Pines konačno postao kralj. Ipak, Pines nikada zaista nije vladao jer je iznenada umro već 217. pr. Kr.